# Discografia lui Nicolae Guță
În cele ce urmează este prezentată discografia cântărețului rom din România Nicolae Guță. Din cauza numărului foarte mare de discuri pe care numele acestuia figurează, este posibil ca această listă să fie incompletă. În coloanele „Titlu” pot apărea câteva indicații cuprinse între paranteze drepte: [MP3] este pusă în dreptul discurilor cu înregistrări în format MP3, iar [dublu album] semnifică un material ce cuprinde două CD-uri audio.

## Albume de studio

### SeriaNicolae Guță
| Data apariției       | Titlu                                                                      | Casă de discuri [+ număr de catalog] | Lista pistelor | Alte informații                                                           |
| -------------------- | -------------------------------------------------------------------------- | ------------------------------------ | --- | ------------------------------------------------------------------------- |
| 1992                 | Volumul 1                                                                  |                                      | Instrumentală (2:42) • Fă, muiere, tăieței (2:51) • Lume, vai (3:50) • Nu știu ce aștepți de la mine (5:23) • Ciurărita hai avri (4:30) • La fântâna părăsită (6:40) • Hai da duma corcoro (2:42) • Am băut trei roumane (7:29) • Devla devla lovei cimgau (4:38) • Muiere, dacă oi muri (9:44) • Pentru tine, că îmi ești dragă (3:32) • Ploaie, Doamne, cu stropi mari (7:38) |                                                                           |
| 1994                 | Volumul 2                                                                  | Audiotim                             | De când te iubesc pe tine (5:32) • De-ar fi lumea de hârtie (3:38) • Doamne, ca mâne-s Paștilii, mă (8:34) • Aseară din ce-am văzut (6:32) • Horă țigănească (7:11) • Doamne, iar m-am îmbătat (7:51) • Țigănească (4:27) • Doamne, mă bătui aseară-n birt (10:37) • Om cu inima de piatră. Instrumentală (7:28) • Prezentare instrumentală (1:50) |                                                                           |
| 1995                 | Volumul 3                                                                  |                                      | Șucar cai de ghili (3:09) • Sin man love som na cai (2:42) • Poi droma jau teai pirau (6:26) • De ai știi ce mult te iubesc (4:29) • Nu știu, Doamne, ce aș face (4:13) • Pale amende sin abea (2:48) • Dacă ai pe lume frați (4:24) • Dar știi omul ce ajunge (4:20) • O Ghiță pi ulitari (3:08) • Măi muiere, iar îs beat (3:11) • Romnorio so carden (2:59) • Spune, iubito, spune (4:09) • Doamne, dacă n-aș avea copii (6:07) • Când te văd, mândro dragă, pe tine (2:15) • Pale devia me piau (2:51) • Instrumentală (3:03)                       |                                                                           |
| 1997                 | Volumul 4 (Iar îi nuntă mare-n sat)                                        | Zoom Studio                          | Prezentare (3:22) • Am auzit, mândro, bine (2:40) • Nu știu, Doamne, ce o fi (2:30) • Iar îi nuntă mare-n sat (2:27) • Mândra zice că mi-s prost (2:11) • Șucar san, șucar cheles (2:37) • Cât este lumea de mare (5:15) • Chana o Baba chelel (2:10) • Vai, Doamne, că mor (2:10) • Instrumentală (2:10) • Baro abeau me cherdem (3:32) • Doamne, afară-s zorili (3:19) • Când bărbatu' îi plecat (5:34) • Sasma-c-mia-n-trim șala (3:10) • Nașule, ce voios ești (3:03) • Doina (3:41) • Doamne, ce mai viață (4:12) • Stai, Doamne, nu mă lua (5:36) |                                                                           |
| 1998                 | Volumul 5                                                                  |                                      | Când am bani, eu dau la toți (8:15) • Sar penel or dușmanea (3:09) • Mă distrez și bine fac (4:39) • Când sunt beat și mă supăr (4:32) • Nu mi-am dorit niciodată (8:57) • Când te bazezi că ai putere (5:20) • Eu nu sunt atârnător (4:30) • La puțul cu apă dulce (6:49) • Omule, ce prost mai ești (5:03) • La un pas de casa mea (8:27) |                                                                           |
| 1998                 | Volumul 6 (Vin americanii)                                                 |                                      | |                                                                           |
| 1999 reed. dec. 2000 | Volumul 7 (Am pistol și celular)                                           | — reed. Voxstar                      | Prezentare (1:50) • Orice om își știe neamul (5:11) • Sunt șmecher, trăiască tata (5:31) • Mulți au bani (3:33) • Sima devla-c saoro (3:38) • Când iese luna pe cer (7:16) • Vreau să oftic tot Banatul (3:45) • Sunt sigur pe mâna mea (4:19) • Mi-e dor de copiii mei (3:59) • Be amenga chi sie bari (4:19) • Doamne, ce copii mi-ai dat (3:53) • Plec de-acasă să fac bani (3:46) • Mor de dragul tău (3:11) • Printre șmecheri și golani (5:12) • Sunt un copil de bani gata (4:36)                                                                | • Acomp.: Orchestra „Nicolae Guță” • Mixaj și masterizare: Alin Luculescu |
| 1999                 | Volumul 8 (Dacă n-ar fi frații mei)                                        |                                      | |                                                                           |
| 1999                 | Volumul 9 (partea 1-Au, viața mea si partea 2-cand am bani eu dau la toti) |                                      | |                                                                           |
| 2000                 | Volumul 10 (noi suntem garda de fier)                                      |                                      | |                                                                           |
| 2001                 | Volumul 11 (Băiat de băiat)                                                |                                      | |                                                                           |
| 2002                 | Volumul 12 (Ce perversă e lumea și rea)                                    |                                      | |                                                                           |
| 2002                 | Volumul 13 (Fără adversari) [dublu album]                                  | Voxstar                              | |                                                                           |
| iun. 2002            | Volumul 14 (Viața-i grea)                                                  | NPD Music                            | Nu fi rea, nevasta mea (4:23) • Viața-i grea (6:41) • Te-am cunoscut (5:38) • Ciocano (3:58) • Am făcut un jurământ (3:37) • De trei zile sunt plecat (4:50) • Băiatul meu (4:25) • Stau pe gânduri dușmanii (4:11) • Zi și noapte (3:56) • Pentru fată și băiat (4:43) | • Muzică: Nicolae Guță • Texte: Nicolae Guță                              |
| 2003                 | Volumul 15 (Marea provocare)                                               |                                      | |                                                                           |
| sept. 2003           | Volumul 16 (Bărbate, mă păcălești)                                         | Euromusic                            | Mă uit la pozele de mult (4:57) • Când lacrimile îmi curg (3:35) • Supărare, grea ești, supărare (3:55) • Ești perversă (4:10) • Numai fratele mi-e aproape (4:31) • Tot ce am mai scump pe lume (4:23) • Când dorm, eu te visez (4:44) • Bărbate, mă păcălești (3:33) • Of dor, of mor (4:02) • Of, of, ce mai gagică (3:54) • Sunt plin de noroc (4:10) |                                                                           |
| 2003                 | Volumul 17 (De cine mi-e mie dor)                                          |                                      | |                                                                           |
| dec. 2003            | Volumul 18 (Doamne, ce fericit sunt!)                                      | NPD Music                            | M-am născut în cartier (3:33) • La tine eu mă gândesc (4:02) • Eu de-aș avea lumea (3:48) • Licența în șmechereală (4:02) • Doamne, ce fericit sunt! (3:48) • Norocul vine la omul bun (4:12) • Eu am crezut că mă iubești (5:01) • Ce zâmbet de femeie ai (4:56) • Dă-i, Doamne, la cine n-are (3:47) • Mamă, cum îmi merge capul (3:26) |                                                                           |
| ian. 2004            | Volumul 19 (Lider la toți șmecherii)                                       |                                      | |                                                                           |
| febr. 2004           | Volumul 20 (Guță 2004)                                                     | NPD Music                            | Am cea mai tare femeie (4:23) • Azi mă îmbăt cu prietenii (4:26) • Cine îmi ține spatele (3:58) • Doamne, binele din mine (4:56) • Cu băieții astă seară (4:21) • Tot acasă-i paradisul (4:44) • Ce inimă am în mine (3:57) • Femeie de mileniul trei (4:58) • Asta-i noapte prefăcută (3:47) • Viața fără tine (3:33) |                                                                           |
| apr. 2004            | Volumul 21 (Regele manelelor)                                              | NPD Music                            | Să nu îmi iei dragostea (4:23) • De tine îmi place (4:06) • Toți dușmanii mă vorbesc (3:33) • Ca mirosul unei flori (5:06) • Din clipa în care te-am văzut (3:58) • Gândul meu zboară la tine (4:44) • Puștoaico, nu te supăra (4:18) • Sunt bărbat și mai greșesc (5:09) • Viață, viață (4:09) • Am un băiat unicat (3:39) |                                                                           |
| 2004                 | Volumul 22 (Orice mi-ar fi zis)                                            |                                      | |                                                                           |
| 2004                 | Volumul 23 (Bun venit în România)                                          |                                      | |                                                                           |
| 2005                 | Volumul 24 (Viața merge înainte)                                           | Amma Record                          | Dacă nu ne potrivim (4:17) • Te-am iubit (4:07) • Mi-e frică să mai iubesc (3:38) • Ce noroc (5:32) • Inima mea (4:19) • Spune-mi (4:01) • Viața merge înainte (3:41) • Cum te-a lăsat inima (5:00) • Oare cine? (4:22) • O scrisoare de iubire (4:47) |                                                                           |
| 2006                 | Volumul 25 (Am plecat de acasă)                                            | Amma Record                          | Am plecat de-acasă (4:15) • M-am îndrăgostit de tine (5:08) • Vine ploaia de dolari (4:23) • E scris undeva (4:24) • Aș suna-o (3:53) • Am un frățior (4:35) • Melodia noastră (4:48) • Merge bine afacerea (3:45) • Oriunde aș fi [cu Nicoleta Guță] (3:51) • Băiețelul meu [cu Nicoleta Guță] (4:26) |                                                                           |
| 2007                 | Volumul 26 (Am atâtea probleme)                                            | Amma Record                          | |                                                                           |
| 2008                 | Volumul 27                                                                 | Amma Record                          | |                                                                           |
| 2008                 | Volumul 28 [dublu album]                                                   | Studio Music N.D.P.                  | |                                                                           |

### Alte albume de studio
- Regele dance (mai 2004), Music MGS
- Manele XXL (mai 2004), Audioinvest

## Albume în concert
- La Bercea Mondial, socru mare (febr. 2003), Cristian's
- Chef de chef. Live la Buzescu [dublu album] (2006), Amma Record

## Compilații

### Discuri proprii
| Data apariției | Titlu                   | Casă de discuri [+ număr de catalog] | Lista pistelor | Alte informații                                                                     |
| -------------- | ----------------------- | ------------------------------------ | --- | ----------------------------------------------------------------------------------- |
| 10 aug. 1996   | Nicolae Gutsa           | Audivis/Silex Y 225058               | Pale amande sin abeau (2:44) • De-ar fi lumea de hârtie (5:08) • De când te iubesc pe tine (5:10) • Șucar cai de ghili. Pale tute me merau (4:38) • Dacă n-aș avea copii (5:58) • Pentru tine, că-mi ești dragă (3:47) • Parnioriie so chames (3:24) • Mândra mea e doamnă mare (2:56) • De ai ști ce mult te iubesc (3:38) • Bah tali, san maico, bah tai (4:01) • Dacă ai pe lume frați (4:35) • N-au valoare mărcile (1:59) |                                                                                     |
| mai 2002       | Chef de chef cu... Guță | Voxstar                              | Dintr-o mie de femei (5:31) • Risc pentru băiat și fata mea (4:55) • Hai, nevasta mea, la joc (4:50) • Lumea perversă (6:50) • Băiat de băiat (4:54) • Cine are, noroc are (2:55) • Fii prieten cu oricine (3:56) • Ce frumoase fete am (4:46) • Ce noroc am la femei (3:36) • Fata mea ca un safir (5:03) • Eu și frățiorul meu (4:11) • Doamne, ce copii mi-ai dat (3:58) • Toată viața am alergat (4:16) | • Muzică: Nicolae Guță • Texte: Nicolae Guță • Mixaj și masterizare: Alin Luculescu |
| nov. 2003      | Chef de chef 003        | Voxstar                              | Suflet nevinovat (3:20) • Banii, hârtii colorate (4:25) • Nu pleca (4:13) • Ești prințesa vieții mele (4:13) • Clona (5:40) • Ruleta (4:47) • Nevasta geloasă (3:23) • Ești un înger păzitor (4:55) • Panarama (4:23) • Guță de la Hunedoara (4:34) | • Muzică: Nicolae Guță, Nek • Texte: Nicolae Guță, Nek • Mixaj: Nek                 |
| ian. 2004      | Remixuri de remixuri    | Gong                                 | Iartă • Îmi amintesc de ochii tăi • Hai, băieți • Super • Vreau să mă iubești • Ce zâmbet de femeie ai • Ește cea mai frumoasă fată • Am cea mai tare femeie |                                                                                     |
| mar. 2004      | House of Guță           | Viper Production 0013                | Ochii tăi • Viața omului • Hai, vino • Iartă-mă • Ți-aș da inima • Zi și noapte • Ești prințesa vieții mele • Aș renunța • Eu am stil și calități [cu Sorina Șerban] |                                                                                     |
| aug. 2004      | MegaMIX                 | Viper Production 0028                | Intro • Nu mă meritai, iubire • Voi risca tot ce am • Îți mulțumesc • Fata mea, lacrimă dulce • Beau și beau • Viața fuge ca nebuna • De-aș avea putere mare • Toți banii • Femeie plină de aur • Așa e răsfățată • Nu-mi plac dolarii cu teancul • Am o gagică belea • Mamă, nu știu cum să fac • Am făcut mare greșeală • Niciodată-n viață • Nu pleca • Zi și noapte (House of Guță mix) • Ți-aș da inima (House of Guță mix) • Eu am stil și calități (House of Guță mix) [cu Sorina Șerban] • Ochii tăi (House of Guță mix) • Te chem în visul meu (DJ Berty mix) |                                                                                     |
| nov. 2004      | Chef de chef 005        | Viper Production 0038                | Viața fuge ca nebuna (4:38) • Am făcut mare greșeală (4:02) • De-aș avea putere mare (4:16) • Cine bine a făcut (4:30) • Paharele, hai sus (4:16) • Așa este răsfățata (4:18) • Lider la toți șmecherii (4:13) • Beau și beau (4:40) • Orice mi s-ar întâmpla (4:39) • Perechea mea potrivită (4:43) |                                                                                     |
| nov. 2004      | Marea provocare         | Viper Production 0037                | Inima mă doare tare (4:55) • Prieteni perverși (3:36) • Mi-e dor (4:34) • Beau, beau [cu Don Genove] (4:10) • Fata mea, lacrimă dulce (4:25) • De n-aș face bani o zi (3:20) • Îți mulțumesc (3:39) • Tu ești floarea vieții mele (3:36) • Câte rele, cât necaz (3:32) • Zi și noapte (4:07) • Paharele, hai sus (4:14) |                                                                                     |
| apr. 2005      | Chef de chef 006        | Viper Production 0055                | Inimă cu foc amar [cu Liviu Puștiul] (3:11) • Orice mi-ar fi zis (5:26) • Ești cea mai frumoasă stea (3:43) • Of, of, dușmanilor (4:02) • Am ajuns să plâng (6:03) • Astă seară o fac lată (4:34) • Doamne, ia-mi zilele grele (4:08) • Numai o zi (4:00) • Fac orice (4:25) • Mi-e dor de ochii tăi [cu Sorina Șerban] (3:52) |                                                                                     |

### Discuri cu alți muzicieni
- Joacă cu mine, vol. 5 (1997)[2]
Mai interpretează: Sorina Șerban, Sandu Ciorbă, Evanda și Nicoleta.
- La Route des gitans (1998), Auvidis[3]
- L'empreinte des gitans (9 ian. 2001), Naive[4]
Mai interpretează: Rumberos Catalans, Thierry „Titi” Robin, Coco Briaval, Rromano Dives, El Torta, Krachno Horo, Taraful din Caransebeș, Gulabi Sapera, Ramjan Han, Curro Malena, Pedro Ines Bacan, Pedro Soler.
- Manele Reloaded (17 iul. 2003), Music MGS
- Vedete la Pro TV (aug. 2003), Euginex
- Manele K.O. (sept. 2003), Viper Production 0009
- Manele 007 (dec. 2003), Viper Production 0010
- Manele la bord 1 (febr. 2004), Viper Production 0012
- Test drive (mai 2004), Viper Production 0016
- Manellomix 1 (iun. 2004), Viper Production 0018
- Manellomix 2 (iun. 2004), Viper Production 0019
- Joacă tare, vol. 1 (iun. 2004), Viper Production 0020
- Manele la bord 2 (iun. 2004), Viper Production 0023
- Manele fără egal (iul. 2004), Viper Production 0026
- Party Hit (sept. 2004), Viper Production 0032
- Manele K.O. 2 (nov. 2004), Viper Production 0034
- Best of [dublu album] (nov. 2004), Viper Production 0039
- Super manellodance (dec. 2004), Viper Production 0040
- Manele in the House (febr. 2005), Viper Production 0049
- Fără număr (febr. 2005), Viper Production 0050
- Etno chef (febr. 2005), Viper Production 0052
- Best of... mix (apr. 2005), Viper Production 0054
- Inima mea bate pentru tine (mai 2005), Amma Record
Mai interpretează: Adi de la Vâlcea, Petrică Cercel, Gina Lincan, Vali Vijelie, Florin Salam, Adrian Minune, Dorel de la Popești, Liviu Puștiul.
- Mireasa viselor mele (iul. 2005), Viper Production 0061
- M-am născut învingător (iul. 2005), Taco Music
Mai interpretează: Adrian Minune, Dorel de la Popești, Carmen Dobre, Sorina Șerban, Petrică Cercel, Florin Cercel, Liviu Puștiu, Jean de la Craiova, Vali Vijelie, Florin Salam, Sorinel Puștiu.
- Of, of, dușmanilor (iul. 2005), Viper Production 0064
- Joacă tare, vol. 3 (oct. 2005), Viper Production 0071
- Manele la bord 3 (mar. 2006), Viper Production 0076
- Campionii 2006, vol. 1 (2006), Amma Record
- Campionii 2006, vol. 2 (2006), Amma Record
- Manele fără număr (aug. 2006), Viper Production 0084
- Fără adversari, vol. 1 (oct. 2006), Viper Production 0086
- Etno chef MP3 [MP3] (oct. 2006), Viper Production 0087
- Joacă tare, vol. 5 (ian. 2007), Viper Production 0092
- Petrecere țigănească MP3 [MP3] (mar. 2007), Viper Production 0093
- Am pornit de jos (mar. 2007), Viper Production 0094
- Ia-mă, măicuță, cu tine (mar. 2007), Viper Production 0095
- Vedete în acțiune, vol. 1 (apr. 2007), Viper Production 0096
- Petrecere la ardeleni, vol. 1 (mai 2007), Viper Production 0097
- Etno chef la maxim (iul. 2007), Viper Production 0099
- Joacă tare, vol. 6 (aug. 2007), Viper Production 0100
- Vedete în acțiune, vol. 2 (aug. 2007), Viper Production 0101
- Etno chef la maxim, vol. 2 (sept. 2007), Viper Production 0102
- Petrece cu mine (nov. 2007), Viper Production 0103
- Fără adversari, vol. 2 (dec. 2007), Viper Production 0104
- Vedete în acțiune, vol. 3 (dec. 2007), Viper Production 0106
- Joacă tare, vol. 7 (mar. 2008), Viper Production 0110
- Etno chef la maxim, vol. 3 (apr. 2008), Viper Production 0111
- Etno chef MP3, vol. 1 și vol. 2 [MP3] (apr. 2008), Viper Production 0112
- Joacă tare MP3 [MP3] (apr. 2008), Viper Production 0113
- Nu plânge, fetița mea (apr. 2008), Viper Production 0114
Mai interpretează: Sandu Ciorbă, Nicoleta Guță.
- Petrecere la ardeleni, vol. 2 (iun. 2008), Viper Production 0117
- Vedete în acțiune, vol. 4 (iun. 2008), Viper Production 0118
- Fără adversari MP3 [MP3] (iun. 2008, cu Sandu Ciorbă), Viper Production 0119
- The Rough Guide to the Music of Romanian Gypsies (28/29 iul. 2008), Wold Music Network
Mai interpretează: Taraful Haiducilor, Fanfara Ciocărlia, Toni Iordache, Mielu Bibescu, Ion Petre Stoican, Mahala Raï Banda, Shukar Collective, Dan Armeanca, Romica Puceanu, Cornelia Catangă, Gabi Luncă, Floarea Cioacă, Ionel Tudorache, Fulgerică and the Mahala Gypsies, Dona Dumitru Siminică, Marcel Budală, Constantin Stanciu, Andrei Mihalache, Ion Miu.
- Joacă tare, vol. 8 (aug. 2008), Viper Production 0125
- Etno chef la maxim, vol. 4 (iul. 2008), Viper Production 0123
- Etno chef la maxim, vol. 5 (oct. 2008), Viper Production 0127
- Etno chef la maxim, vol. 6 (dec. 2008), Viper Production 0134
- Vedete în acțiune, vol. 5 (dec. 2008), Viper Production 0135

## Discuri în colaborare
- Femeia e un înger, vol. 1 (oct. 2002, alături de Carmen Șerban), Voxstar
- Nicolae Guță și Adrian Minune (13 sept. 2003), Euromusic; cu Adrian Minune[5]
- Of, of, sufletul meu (iul. 2004, alături de Carmen Șerban), Viper Production 0025
- Inima mă doare tare (aug. 2004, cu Nicoleta – nu confunda cu Nicoleta Guță), Viper Production 0030
- Am o mamă ce-o iubesc (sept. 2005, cu Sandu Ciorbă), Viper Production 0069
- Iubirea mea (febr. 2008, cu Luminița Pauliuc), Viper Production 0108
- Am știut să lupt cu viața (aug. 2008, cu Nicoleta Guță), Viper Production 0124
- Cadou de Crăciun (nov. 2008, cu Nicoleta Guță), Viper Production 0131
- Fără adversari, vol. 3 (dec. 2008, cu Sandu Ciorbă), Viper Production 0132

## Observații

### Piese cu titluri alternative
Există situații când o piesă este citată pe copertele mai multor albume sub nume diferite. Mai jos sunt enumerate aceste cazuri:
- Bag dușmanii-n portbagaj – Am pistol și celular
- La ciorap bag la femei – Mă distrez și bine fac
- N-au valoare mărcile – Când te văd, mândro dragă, pe tine
- Eu de-aș avea toți banii din lume – Aș renunța